# NGC 4623
NGC 4623 ist eine Linsenförmige Galaxie vom Hubble-Typ SB0 im Sternbild Jungfrau auf der Ekliptik. Sie ist schätzungsweise 78 Millionen Lichtjahre von der Milchstraße entfernt und hat einen Durchmesser von etwa 60.000 Lichtjahren. Die Entfernungsmessungen basierend auf den Radialgeschwindigkeiten stimmen nicht mit den rotverschiebungsunabhängigen Entfernungsschätzungen von 53 ± 10 Millionen Lichtjahren überein. Unter der Katalognummer VCC 1913 ist sie als Mitglied des Virgo-Galaxienhaufens aufgeführt.
Im selben Himmelsareal befinden sich u. a. die Galaxien NGC 4598, NGC 4612, IC 3617, IC 3719.
Das Objekt wurde am 13. April 1784 von Wilhelm Herschel mit einem 18,7-Zoll-Spiegelteleskop entdeckt, der sie mit „F, pL, iF, r“ beschrieb.